# L'Or (roman)
Pour les articles homonymes, voir L'Or.
L'Or (sous-titré La Merveilleuse Histoire du général Johann August Suter) est un roman de Blaise Cendrars paru chez Grasset en 1925. C'est le premier roman publié par son auteur, connu jusqu'alors pour ses poèmes (Les Pâques à New York, la Prose du Transsibérien et de la petite Jeanne de France) et ses collaborations avec les peintres dans les milieux d'avant-garde.
Écrit en quelques semaines au retour du premier voyage de Cendrars au Brésil (1924), L'Or a connu immédiatement un grand succès qui ne s'est jamais démenti. Il marque un tournant dans l'œuvre de son auteur qui « prend congé » du poème pour devenir tout au long des années 1920 un romancier de l'aventure héroïque.
L'Or est un roman biographique du général Sutter, un aventurier d'origine bâloise (canton de la Suisse), qui fit fortune en Californie grâce à l'agriculture dans la première moitié du XIXe siècle. Il racheta la région au Mexique et installa une véritable industrie de l'agriculture. Il était en passe de devenir « l'homme le plus riche du monde » mais fut ruiné par la découverte d'or sur ses terres en 1848 et par la grande ruée vers l'or qui s'ensuivit. Des milliers de personnes se ruèrent sur les territoires du général Sutter, dévastant tout ce qu'il avait mis tant d'énergie à construire. Ces nouveaux arrivants venaient avec des notaires et se procuraient de faux titres de propriété flambant neufs. Le général fatigué et abattu par tant d'injustice sombra dans une mélancolie passive jusqu'à ce que sa famille réapparaisse devant sa maison. Il décida de se reprendre en main et poursuivit en justice les milliers de prospecteurs qui exploitaient son territoire rempli d'or. Mais cela n'allait servir à rien ; la machine était déjà lancée et roulait beaucoup trop vite pour le général Sutter. Celui-ci, dépassé, finit fou et mourut tristement à Washington.

## Adaptation au cinéma
- Sutter's Gold réalisé par James Cruze en 1936.

## Études critiques
- Yvette Bozon-Scalzitti, Blaise Cendrars ou la Passion de l’écriture, Lausanne, L’Âge d’homme, coll. « Lettera », 1977.
- Jean-Carlo Flückiger, Au cœur du texte. Essai sur Blaise Cendrars, Neuchâtel, À la Baconnière, 1977.
- Claude Leroy, L'Or de Blaise Cendrars, Paris, Gallimard, coll. « Foliothèque », 1991.
- Michèle Touret, Blaise Cendrars. Le Désir du roman (1920-1930), Paris, Champion, 1999.
- Jean Hartweg, « Blaise Cendrars : L'Or », L'Archicube, no 34, juin 2023, p. 71-73.